# Covelo (Pontevedra)
Pour les articles homonymes, voir Covelo.
Covelo est une commune de la province de Pontevedra en Espagne située dans la communauté autonome de Galice.